# XVI династия
XVI династия — одна из династий фараонов, правивших в Древнем Египте во время так называемого Второго переходного периода в XVII—XVI веках до н. э. в противовес XV династии.
Столицей фараонов этой династии были Фивы.

## История
Точная хронология правления династии не установлена. Евсевий Кесарийский, цитируя Манефона, сообщает, что в династии было 5 фараонов, правивших 190 лет. Современные египтологи:
- Э. Бикерман указывает её совместно с XV династией и без дат.
- Ю. фон Бекерат указывает её без дат, замечая, что правила наряду с XV династией.
- Э. Хорнунг, Р. Краусс и Д. Уорбертон указывают её совместно с XVII династией, без точных дат.

Египтологи Ким Рехолт и Джанин Буррио, реконструировавшие список фараонов XVI династии по Туринскому царскому списку, следуя за Манефоном, считают, что столицей её были Фивы. Вероятно, владения, которые подчинялись фараонам, были небольшими. Ко всему прочему продолжался голод, который начался в последние годы правления XIII и XIV династий. Гиксосские фараоны из XV династии воевали против фараонов XIII династии, захватив в итоге Фивы.
Вопрос о том, какие фараоны относятся к XVI династии, остаётся дискуссионным. Ким Рихольт установил имена 9 фараонов династии, имена ещё 6 фараонов, которые были в Туринском списке, восстановить невозможно. Кроме того, на надписях встречаются ещё 6 имён, положение которых остаётся неопределённым. Рихольт считает, что они могли принадлежать к XVI династии, хотя и существует привязка их и к другим династиям. В частности, Юрген фон Бекерат некоторых фараонов относит к XIII династии, а Норберт Дауценберг — к XVII династии.
Вероятно, в числе фараонов, указанных в Туринском списке, кроме фиванских фараонов указаны правители ещё некоторых городов — Абидоса, Эль Каба, Эдфу.

## Список фараонов
| Фараон          | Правление | Примечания |
| --------------- | --------- | --- |
| […]             |           | Имя первого фараона династии записано в туринском царском папирусе, но нужный участок сильно повреждён, и не подлежит восстановлению |
| Джехути         |           | |
| Себекхотеп VIII |           | |
| Неферхотеп III  |           | |
| Ментухотеп VI   |           | |
| Небереау I      |           | |
| Небереау II     |           | |
| Семенра         |           | |
| Бебианх         |           | |
| Сехемра Шедвест |           | |
| […]             |           | Имена ещё пяти фараонов записаны в туринском царском папирусе, но нужный участок сильно повреждён, и не подлежит восстановлению      |